# Сергей Самсоненко
Сергей Самсоненко (на руски: Сергей Самсоненко) е руски бизнесмен, милионер.

## Биография
Самсоненко е собственик на ФК Вардар, както и на хандбалния ХК Вардар.
Самсоненко е почетен консул на Русия в Битоля.
С мъжкия хандбален отбор успява да спечели Шампионската лига по хандбал през сезон 2016/17, а женският отбор остава на второ място в същата надпревара.
През август 2017 г. футболният Вардар става първият македонски отбор, класирал се за групите европейска футболна надпревара – Лига Европа 2017/18, след като изхвърля Фенербахче от турнира.
През 2018 година обаче Самсоненко напуска Вардар и бизнеса си в Република Македония.